# Шамаш, Александр Иосифович
Александр Иосифович Шама́ш (12 [25] августа 1915, Москва — 1987, Москва) — советский художник-график, плакатист и журналист.

## Биография
Родился 12 августа 1915 года в Москве в семье студента юридического факультета Московского университета Иосифа Ивановича (Шабетаевича) Шамаша, караимского происхождения, из феодосийских мещан. Мать — Мария Николаевна Курляндцева, дочь ремесленника столярного цеха. Сестра Людмила (1917—?). В детстве проявил интерес к рисованию. В дальнейшем три года брал уроки живописи и рисунка у известного художника Р. Р. Фалька.
После начала Великой Отечественной войны был мобилизован. Служил в художественной мастерской Дома Красной Армии. Звание — старшина, должность — художник. Работал над оформлением наглядной агитации для частей фронта в войсках ПВО, в частности, над иллюстрациями к книге «Памятка о Москве», предназначенной для частей ПВО столицы. Награждён орденом Отечественной войны 2-й степени (1985) и шестью медалями («За оборону Москвы», «За победу над Германией в Великой Отечественной войне 1941—1945 гг.» и др.).
С 1946 года трудился художником-плакатистом в мастерской «Рекламфильм». Автор около 500 киноафиш, в том числе к фильмам А. Ромма («Гранатовый браслет»), И. Хейфица («Дама с собачкой»), М. Калатозова («Верные друзья»), С. Бондарчука («Война и мир») и др. Работы Шамаша экспонировались на всесоюзных и международных выставках. Одновременно вёл журналистскую деятельность. Состоял членом МОСХа, Союза журналистов и Союза кинематографистов СССР. Также сотрудничал с Государственным акционерным обществом «Интурист».
Умер в 1987 году. Похоронен на Ваганьковском кладбище.

## Участие в выставках
- Выставка плакатов, репродукций, эстампов в Китайской Народной Республике (Пекин, 1957)[12]
- Всесоюзная художественная выставка, посвящённая 40-летию Великой Октябрьской социалистической революции (Москва, 1957—1958)[13]
- Выставка советского киноплаката в кинотеатре «Мир» на Цветном бульваре (Москва, 1976)[14]

## Критика
Лауреат Сталинской премии А. Кокорекин так отзывался о киноплакатах Шамаша: «Неудачны композиции А. Шамаша, в которых нет портретного сходства, и при внешней аккуратности в них ощущается какая-то холодность Его реклама, например, к «Варшавской премьере» искажает образ композитора Монюшко».